# Esperanza de los Pobres
Esperanza de los Pobres är en ort i Mexiko.   Den ligger i kommunen Cintalapa och delstaten Chiapas, i den sydöstra delen av landet, 600 km sydost om huvudstaden Mexico City. Esperanza de los Pobres ligger 646 meter över havet och antalet invånare är 410.
Terrängen runt Esperanza de los Pobres är platt åt sydost, men åt nordväst är den kuperad. Runt Esperanza de los Pobres är det ganska glesbefolkat, med 26 invånare per kvadratkilometer. Närmaste större samhälle är Mérida, 10,4 km öster om Esperanza de los Pobres. Omgivningarna runt Esperanza de los Pobres är en mosaik av jordbruksmark och naturlig växtlighet.